# Motihari
Motihari (en hindi: मोतिहारी) es una ciudad de la India, capital del distrito de Purbi Champaran en el estado de Bihar.
En esta localidad nació el escritor británico George Orwell en 1903.

## Geografía
Se encuentra a una altitud de 62 m s. n. m. a 156 km de la capital estatal, Patna, en la zona horaria UTC +5:30.

## Demografía
| Gráfica de evolución de Motihari entre 1991 y 2013 |
|                                                    |

Según estimación 2011 contaba con una población de 125183 habitantes.

## Patrimonio cultural
Motihari posee la más alta y más grande estupa budista (monumento en piedra, de forma semiesférica o acampanada) del mundo.

### Pilar de Ashoka
En este pilar está inscrito un edicto del político y militar indio Ashoka (304–232 a. C.), tercer emperador de la India. Publicaba sus edictos sobre pilares y superficies rocosas en todo el territorio. Ashoka era budista y afirmaba que había mejorado las vidas de seres humanos y animales, y que había ayudado a extender la justicia.